# Nandigama
Nandigama là một thị trấn nằm ở huyện Krishna, bang Andhra Pradesh.